# Budhana
Budhana (hindi : बुढाना) est une petite ville, un block (subdivision de pays), un tehsil, un Nagar panchayat et l'une des circonscriptions du Vidhan Sabha de l'Uttar Pradesh, dans le district de Muzaffarnagar dans l'État de l'Uttar Pradesh, en Inde.